# Nhóm ngôn ngữ Karluk
Nhóm ngôn ngữ Karluk (còn được gọi là nhóm ngôn ngữ Qarluq hoặc Turk Đông Nam đại chúng) là một nhánh của ngữ hệ Turk được phát triển từ các phương ngữ mà người Karluk từng nói.
Nhóm ngôn ngữ Karluk được nói ở Kara-Khanid, Hãn quốc Chagatai, Hãn quốc Yarkent và Hãn quốc Bukhara, Tiểu Vương quốc Bukhara, Hãn quốc Khiva và Hãn quốc Kokand.

## Phân loại

### Ngôn ngữ
- Uzbek - được nói bởi người Uzbek; khoảng 27 triệu người nói
- Uyghur (Duy Ngô Nhĩ) - được nói bởi người Uyghur; khoảng 10 triệu người nói
- Äynu - được nói bởi người Äynu; khoảng 6.600 người nói (2000)
- Turk Ili - ngôn ngữ bị đe dọa được nói bởi người Turk Ili, người được công nhận hợp pháp là một nhóm con của người Uzbek; 120 người nói và giảm dần (1980)
- Chagatai - biến mất, từng được sử dụng rộng rãi ở Trung Á và vẫn là ngôn ngữ văn học được chia sẻ ở đó cho đến đầu thế kỷ 20.
- Karakhanid - ngôn ngữ văn học của Hãn quốc Khách Lạt được coi là dạng chuẩn này của ngôn ngữ Turk Trung đại.

| Ngôn ngữ Turk nguyên thủy | Turk thông thường | Karluk | miền Tây  | - Uzbek                                            |
| Ngôn ngữ Turk nguyên thủy | Turk thông thường | Karluk | miền Đông | - Uyghur - Äynu - Turk Ili - Chagatai - Karakhanid |

## Số người bản ngữ
Nhóm ngôn ngữ Turk là một ngữ hệ gồm ít nhất 35 ngôn ngữ được ghi chép lại, được sử dụng bởi các dân tộc Turk. Số lượng người nói từ thống kê hoặc ước tính (2019) và được làm tròn:
| Thứ tự  | Tên             | Tình trạng             | Người bản ngữ | Nước chính |
| ------- | --------------- | ---------------------- | ------------- | ---------- |
| 1       | Tiếng Uzbek     | Bình thường            | 27.000.000    | Uzbekistan |
| 2       | Tiếng Uyghur    | Bình thường            | 11.000.000    | Trung Quốc |
| 3       | Tiếng Äynu      | Rất nguy cấp           | 6.000         | Trung Quốc |
| 4       | Tiếng Turk Ili  | Bị đe dọa nghiêm trọng | 100           | Trung Quốc |
| Toàn bộ | Ngôn ngữ Karluk | Bình thường            | 38.000.000    | Uzbekistan |